# Tbilisi Cup 2013
La Tbilisi Cup del 2013 fue la primera edición del torneo cuadrangular de rugby disputado precisamente en Tbilisi, capital de Georgia en junio del 2013. Los partidos se celebraron en el Avchala Stadium.
Se ideó la competición luego de una reestructura de la Nations Cup organizándose como un torneo paralelo en el tiempo a la Nations Cup 2013 a disputarse en Rumania; participaron las selecciones principales de Georgia y Uruguay y las secundarias de Sudáfrica e Irlanda (República de Irlanda e Irlanda del Norte).

## Equipos participantes
- Selección de rugby de Georgia (Los Lelos)
- Selección de rugby de Irlanda A (Emerging Ireland)
- Selección de rugby de Sudáfrica (SA President's XV)
- Selección de rugby de Uruguay (Los Teros)

## Posiciones
| Pos. | Equipo            | Encuentros | Encuentros | Encuentros | Encuentros | Tantos  | Tantos    | Tantos     | Puntos Bonus | Puntos Totales |
| Pos. | Equipo            | jugados    | ganados    | empatados  | perdidos   | a favor | en contra | diferencia | Puntos Bonus | Puntos Totales |
| ---- | ----------------- | ---------- | ---------- | ---------- | ---------- | ------- | --------- | ---------- | ------------ | -------------- |
| 1    | SA President's XV | 3          | 3          | 0          | 0          | 77      | 33        | + 44       | 1            | 13             |
| 2    | Emerging Ireland  | 3          | 2          | 0          | 1          | 70      | 67        | + 3        | 1            | 9              |
| 3    | Georgia           | 3          | 1          | 0          | 2          | 58      | 44        | + 14       | 2            | 6              |
| 4    | Uruguay           | 3          | 0          | 0          | 3          | 45      | 106       | - 61       | 1            | 1              |

Nota: Se otorgan 4 puntos al equipo que gane un partido y 2 al que empate
Puntos Bonus: 1 punto por convertir 4 tries o más en un partido y 1 al equipo que pierda por no más de 7 tantos de diferencia

## Resultados

### Primera fecha
| 7 de junio | Uruguay | 9 - 37  | SA President's XV |                                      |                                      |
|            |         | Reporte |                   | Árbitro(s): Peter Fitzgibbon Irlanda | Árbitro(s): Peter Fitzgibbon Irlanda |

| 7 de junio | Georgia | 15 - 20 | Emerging Ireland |                                       |                                       |
|            |         | Reporte |                  | Árbitro(s): Nick Briant Nueva Zelanda | Árbitro(s): Nick Briant Nueva Zelanda |

### Segunda fecha
| 11 de junio | Emerging Ireland | 8 - 19  | SA President's XV |                                                                     |                                                                     |
|             |                  | Reporte |                   | Asistencia: 2000 espectadores Árbitro(s): Nick Briant Nueva Zelanda | Asistencia: 2000 espectadores Árbitro(s): Nick Briant Nueva Zelanda |

| 11 de junio | Georgia | 27 - 3  | Uruguay |                                                                      |                                                                      |
|             |         | Reporte |         | Asistencia: 2000 espectadores · Árbitro(s): Vlad Iordachescu Rumania | Asistencia: 2000 espectadores · Árbitro(s): Vlad Iordachescu Rumania |

### Tercera fecha
| 16 de junio | Uruguay | 33 - 42 | Emerging Ireland |                                                                      |                                                                      |
|             |         | Reporte |                  | Asistencia: 2000 espectadores · Árbitro(s): Vlad Iordachescu Rumania | Asistencia: 2000 espectadores · Árbitro(s): Vlad Iordachescu Rumania |

| 16 de junio | Georgia | 16 - 21 | SA President's XV |                                                                    |                                                                    |
|             |         | Reporte |                   | Asistencia: 2000 espectadores Árbitro(s): Peter Fitzgibbon Irlanda | Asistencia: 2000 espectadores Árbitro(s): Peter Fitzgibbon Irlanda |

| Bandera de Sudáfrica      |
| Campeón SA President's XV |
| Primer título             |